# Biblidinae
A Biblidinae a rovarok (Insecta) osztályának a lepkék (Lepidoptera) rendjébe, ezen belül a tarkalepkefélék (Nymphalidae) családjába tartozó alcsalád.

## Rendszerezésük
Az alcsaládba az alábbi nemzetségek és nemek tartoznak:
- Ageroniini
  - Hamadryas
  - Ectima
  - Panacea
  - Batesia

- Biblidini
  - Biblis
  - Ariadne
  - Laringa
  - Eurytela
  - Neptidopsis
  - Mesoxantha
  - Byblia
  - Mestra
  - Archimestra
  - Vila

- Callicorini
  - Diaethria
  - Callicore
  - Perisama
  - Antigonis
  - Haematera
  - Paulogramma
  - Catacore

- Epicaliini
  - Catonephele
  - Nessaea
  - Myscelia
  - Sevenia
  - Eunica
  - Cybdelis

- Epiphilini
  - Asterope
  - Pyrrhogyra
  - Epiphile
  - Lucinia
  - Bolboneura
  - Temenis
  - Nica
  - Peria

- Eubagini

## Fordítás
- Ez a szócikk részben vagy egészben  a   Biblidinae című angol Wikipédia-szócikk fordításán alapul.  Az eredeti cikk szerkesztőit annak laptörténete sorolja fel. Ez a jelzés csupán a megfogalmazás eredetét és a szerzői jogokat jelzi, nem szolgál a cikkben szereplő információk forrásmegjelöléseként.